# Deiver Machado
Deiver Andrés Machado Mena (Tadó, 2 settembre 1993) è un calciatore colombiano, difensore o centrocampista del Lens e della nazionale colombiana.

## Carriera

### Club
Ha sempre giocato nel campionato colombiano prima di sbarcare in Europa nei belgi del Gent.

### Nazionale
Ha rappresentato la Nazionale colombiana in occasione delle Olimpiadi 2016, nelle quali ha raccolto 3 presenze.

## Statistiche

### Cronologia presenze e reti in nazionale
| Cronologia completa delle presenze e delle reti in nazionale ― Colombia | Cronologia completa delle presenze e delle reti in nazionale ― Colombia | Cronologia completa delle presenze e delle reti in nazionale ― Colombia | Cronologia completa delle presenze e delle reti in nazionale ― Colombia | Cronologia completa delle presenze e delle reti in nazionale ― Colombia | Cronologia completa delle presenze e delle reti in nazionale ― Colombia | Cronologia completa delle presenze e delle reti in nazionale ― Colombia | Cronologia completa delle presenze e delle reti in nazionale ― Colombia |
| Data                                                                    | Città                                                                   | In casa                                                                 | Risultato                                                               | Ospiti                                                                  | Competizione                                                            | Reti                                                                    | Note                                                                    |
| ----------------------------------------------------------------------- | ----------------------------------------------------------------------- | ----------------------------------------------------------------------- | ----------------------------------------------------------------------- | ----------------------------------------------------------------------- | ----------------------------------------------------------------------- | ----------------------------------------------------------------------- | ----------------------------------------------------------------------- |
| 11-9-2018                                                               | East Rutherford                                                         | Colombia                                                                | 0 – 0                                                                   | Argentina                                                               | Amichevole                                                              | -                                                                       |                                                                         |
| 12-10-2018                                                              | Tampa                                                                   | Stati Uniti                                                             | 2 – 4                                                                   | Colombia                                                                | Amichevole                                                              | -                                                                       |                                                                         |
| 22-3-2019                                                               | Yokohama                                                                | Giappone                                                                | 0 – 1                                                                   | Colombia                                                                | Amichevole                                                              | -                                                                       |                                                                         |
| 28-3-2023                                                               | Ōsaka                                                                   | Giappone                                                                | 1 – 2                                                                   | Colombia                                                                | Amichevole                                                              | -                                                                       | 16’                                                                     |
| 20-6-2023                                                               | Gelsenkirchen                                                           | Germania                                                                | 0 – 2                                                                   | Colombia                                                                | Amichevole                                                              | -                                                                       |                                                                         |
| 7-9-2023                                                                | Barranquilla                                                            | Colombia                                                                | 1 – 0                                                                   | Venezuela                                                               | Qual. Mondiali 2026                                                     | -                                                                       |                                                                         |
| 12-9-2023                                                               | Santiago del Cile                                                       | Cile                                                                    | 0 – 0                                                                   | Colombia                                                                | Qual. Mondiali 2026                                                     | -                                                                       | 64’                                                                     |
| 17-10-2023                                                              | Quito                                                                   | Ecuador                                                                 | 0 – 0                                                                   | Colombia                                                                | Qual. Mondiali 2026                                                     | -                                                                       |                                                                         |
| 16-11-2023                                                              | Barranquilla                                                            | Colombia                                                                | 2 – 1                                                                   | Brasile                                                                 | Qual. Mondiali 2026                                                     | -                                                                       | 46’                                                                     |
| 15-6-2024                                                               | East Hartford                                                           | Colombia                                                                | 3 – 0                                                                   | Bolivia                                                                 | Amichevole                                                              | -                                                                       |                                                                         |
| 2-7-2024                                                                | Santa Clara                                                             | Brasile                                                                 | 1 – 1                                                                   | Colombia                                                                | Coppa America 2024 - 1º turno                                           | -                                                                       | 25’ 46’                                                                 |
| 10-6-2025                                                               | Buenos Aires                                                            | Argentina                                                               | 1 – 1                                                                   | Colombia                                                                | Qual. Mondiali 2026                                                     | -                                                                       |                                                                         |
| Totale                                                                  |                                                                         | Presenze                                                                | 12                                                                      |                                                                         | Reti                                                                    | 0                                                                       |                                                                         |